# I, The Mask
I, The Mask — тринадцятий студійний альбом шведського метал-гурту In Flames, що має побачити світ у березні 2019 року на лейблі Nuclear Blast.

## Список пісень
| #   | Назва                 | Тривалість |
| --- | --------------------- | ---------- |
| 1.  | «Voices»              | 4:47       |
| 2.  | «I, The Mask»         | 3:41       |
| 3.  | «Call My Name»        | 3:33       |
| 4.  | «I Am Above»          | 3:49       |
| 5.  | «Follow Me»           | 4:55       |
| 6.  | «(This is Our) House» | 4:18       |
| 7.  | «We Will Remember»    | 4:04       |
| 8.  | «In This Life»        | 3:52       |
| 9.  | «Burn»                | 3:43       |
| 10. | «Deep Inside»         | 4:21       |
| 11. | «All the Pain»        | 4:29       |
| 12. | «Stay with Me»        | 5:16       |

## Список учасників
Основні музиканти
- Андерс Фріден — вокал
- Бйорн Гелотте — гітара
- Ніклас Енгелін — гітара
- Брайс Пол — бас-гітара
- Таннер Вейн — ударні